# Milden
Milden es una pueblo y un parroquia civil del distrito de Babergh, en el condado de Suffolk (Inglaterra). Según el censo de 2011, Milden tenía 101 habitantes. Está listado en el Domesday Book como Mellinga.